# Zombik 2.
A Zombik 2. (eredeti cím: Zombies 2) 2020-as amerikai zenés film, amelyet Paul Hoen rendezett. A főbb szerepekben Milo Manheim, Meg Donnelly, Trevor Tordjman, Kylee Russell és Carla Jeffery látható.
Amerikában 2020. február 14-én mutatta be a Disney Channel. Magyarországon 2020. október 31-én mutatta be a Disney Channel.

## Szereplők
| Szereplő      | Színész              | Magyar hang           |
| ------------- | -------------------- | --------------------- |
| Zed           | Milo Manheim         | Czető Roland          |
| Addison       | Meg Donnelly         | Csifó Dorina          |
| Bucky         | Trevor Tordjman      | Márkus Sándor         |
| Eliza         | Kylee Russell        | Pekár Adrienn         |
| Bree          | Carla Jeffery        | Lamboni Anna          |
| Willa         | Chandler Kinney      | Bogdányi Titanilla    |
| Wyatt         | Pearce Joza          | Szatory Dávid         |
| Wynter        | Ariel Martin         | Czető Zsanett         |
| Zoey          | Kingston Foster      | Kobela Kíra           |
| Bonzo         | James Godfrey        | Baráth István         |
| Ms. Lee       | Naomi Snieckus       | Solecki Janka         |
| Edző          | Jonathan Langdon     | Minárovits Péter      |
| Dale          | Paul Hopkins         | Fekete Ernő           |
| Missy         | Marie Ward           | Erdős Borcsa          |
| Zevon         | Tony Nappo           | Bede-Fazekas Szabolcs |
| Lacey         | Emilia McCarthy      | Kántor Kitty          |
| Stacey        | Jasmine Renee Thomas | Faluvégi Fanni        |
| Jacey / Kevin | Noah Zulfikar        | Bogdán Gergő          |
| Brad          | N/A                  | Oroszi Tamás          |
| Zombi munkás  | N/A                  | Kassai Károly         |

## Gyártás
2019 elején jelentették be a Zombik folytatását. Az előző filmből mindenki visszatért. Továbbá Pearce Joza, Chandler Kinney és Ariel Martin csatlakozott a szereplőkhöz. A filmet David Light és Joseph Raso írta, Paul Hoen rendezte, az vezető producer Anna Gerb, Paul Hoen és Joseph Raso voltak. A film gyártása 2019. május 27 -én kezdődött. A forgatás 2019. július 15-én ért véget Torontóba.

## Folytatás
A harmadik, egyben utolsó filmet, Zombik 3. címmel 2021 márciusában jelentették be, a forgatást 2021 május 31-én kezdődött Torontóban.